# Nguyễn Khoa Đăng
Nguyễn Khoa Đăng (1690-1725) ông có tài xử kiện cáo, đủ trí xét ngay gian, cho nên được người đời gọi là Bao Công, Bao Thanh Thiên, Bao Chửng Đại Việt là một công thần thời chúa Nguyễn Phúc Chu trong lịch sử Việt Nam.

## Dòng tộc
Nguyễn Khoa Đăng sinh năm Canh Ngọ (1690) tại huyện Hương Trà, tỉnh Thừa Thiên (nay là Thừa Thiên Huế).
Trong bộ Quý hương tiên nguyên dã sử của làng Triệu Tường, tỉnh Thanh Hóa có đoạn chép về dòng họ Nguyễn Khoa như sau:
Ông Nguyễn Ư Dĩ, nguyên Thái phó triều Lê và là cậu ruột của tướng Nguyễn Hoàng. Năm Mậu Ngọ 1557 ông Ư Dĩ theo Nguyễn Hoàng vào trấn miền Nam. Khi đi ông có dẫn theo một người con nuôi mới lên sáu tuổi, tên là Nguyễn Đình Thân (1553-1633), vốn là người ở làng Trạm Bạc, huyện An Dương, phủ Kinh Môn, trấn Hải Dương (nay là tỉnh Hải Dương).
Ông Thân làm tướng trải hai triều chúa là Nguyễn Hoàng và Nguyễn Phúc Nguyên.
Kể từ đó, con cháu ông thay nhau làm quan cho các chúa Nguyễn: 
- Nguyễn Đình Khôi (1594-1678), là con ông Thân, tước Thuần Mỹ nam. Năm 1636, chúa Nguyễn Phúc Lan dời phủ chúa từ vùng Bắc Thuận Hóa về làng Kim Long (huyện Hương Trà, tỉnh Thừa Thiên), ông Khôi cũng đến nhập tịch ở huyện ấy và được phép chúa Nguyễn cho đổi thành họ Nguyễn Khoa.[1].
- Nguyễn Khoa Danh (1632-1697), là con ông Khôi, tước Cảnh Lộc bá.
- Nguyễn Khoa Chiêm là con duy nhất của ông Danh, làm quan đến chức Thượng thư bộ Lại, tước Bảng Trung hầu và là một danh sĩ giỏi thơ văn, tác giả của Nam triều công nghiệp diễn chí soạn vào năm 1719.

Và Nguyễn Khoa Đăng là con thứ ba của Nguyễn Khoa Chiêm.

## Sự nghiệp
Nguyễn Khoa Đăng vốn thông minh từ nhỏ. Mười tám tuổi, ông ra làm quan, lần lượt trải đến chức Nội Tán kiêm Án Sát Sứ, Tổng Tri Quân Quốc Trọng Sự, tước Diên Tường hầu vào năm Nhâm Dần 1722.
Ông nổi danh là người có mưu lược, trung thực và đức độ.
Theo Trang thông tin của dòng họ Nguyễn Khoa và một bài viết trên web Khám phá Huế thì vào mùa hạ năm Ất Tỵ 1725 Nguyễn Phúc Chu (Minh vương) qua đời. Nguyễn Khoa Đăng lúc ấy đang bận việc quân ở Cam Lộ (Quảng Trị). Chưởng dinh Nguyễn Cửu Thế (Nguyễn Cửu Thế: 1666-1730, con trai thứ ba của Nguyễn Cửu Ứng) là một quyền thần vốn ganh ghét ông, liền thừa cơ mạo chiếu giả để gọi ông về triều. Khi đi được nửa chặng đường thì bị người ta ám sát chết.
Sách Từ điển nhân vật lịch sử Việt Nam cho biết: Tính ông cương trực, khiến đám quần thần và bọn cường hào ác bá đều kiêng oai. Tuy nhiên do quá cứng rắn, thiếu cảnh giác, ông bị kẻ cướp giết chết...
Hôm ấy là ngày 29 tháng 4 năm Ất Tỵ (1725) hưởng dương 35 tuổi và ông đã làm quan được 17 năm.

## Giai thoại
Nguyễn Khoa Đăng có tài xử kiện cáo, đủ trí xét ngay gian, cho nên được người đời gọi là "Bao Công". Những chuyện như ông tìm ra được kẻ trộm dưa hấu, trộm dầu và trộm giấy...đến nay hãy còn truyền tụng . Nổi bật hơn cả là việc ông đã đem lại an ninh cho vùng truông Nhà Hồ và trừ được sóng dữ ở phá Tam Giang
Theo GS. Tôn Thất Bình, trước đây truông nhà Hồ là một vùng đất rộng, cây cối um tùm, từng là sào huyệt của một băng cướp rất nguy hiểm. Để đánh dẹp, một hôm Nguyễn Khoa Đăng cho một người lính ngồi sẵn trong thùng xe chở lúa đi qua truông. Bị cướp đoạt lấy, người lính ấy rải lúa ra làm dấu. Nhờ vậy, Nguyễn Khoa Đăng đã lần ra sào huyệt của băng cướp, và bắt gọn chúng. Kể từ đó truông nhà Hồ được yên bình.
Bình định xong truông nhà Hồ, Nguyễn Khoa Đăng lại đến phá Tam Giang. Ông cho dân biết là ông sẽ cho quân dùng súng thần công bắn sóng thần trừ họa. Đến ngày đã định, Nguyễn Khoa Đăng đem súng hướng ra phá, ra lệnh bắn sóng...Nhưng thực ra, trước đó ông đã sai người đào bới mở rộng cửa phá, cho nên sóng dữ mới không còn...
Nhớ công ơn của quan Nội tán Nguyên Khoa Đăng, nên trong dân gian có câu:
Thương em anh cũng muốn vô
Sợ truông nhà Hồ sợ phá Tam Giang.
Phá Tam Giang ngày rày đã cạn,
Truông nhà Hồ nội tán cấm nghiêm.
Còn chuyện vụ án ruộng dưa, tương truyền vào một ngày nọ, Án sát sứ Nguyễn Khoa Đăng đến thị sát một vùng nọ thì thấy quan huyện đang chửi mắng một người đàn bà. Đến hỏi thì ông được biết ruộng dưa của bà này bị xắn nát hết cả gốc đúng vào độ dưa đang ra quả. Kêu quan thì quan nói không có đủ bằng chứng. Quan Án sát xuống ruộng rồi nói:
-Binh lính đâu, hãy bắt tất cả những người có cuốc, xẻng trong vùng lại, mang theo cả cuốc xẻng của họ, đánh dấu tên của họ vào từng cái.
Khi tất cả thực hiện xong, ông mới cho quan huyện liếm từng cái xẻng và phát hiện ra ở một cái có vị đắng. Ông lại sai vắt nước gốc dưa cho quan huyện nếm thì thấy hai vị đắng giống nhau. Thủ phạm chính là chủ cái xẻng.

## Mộ phần

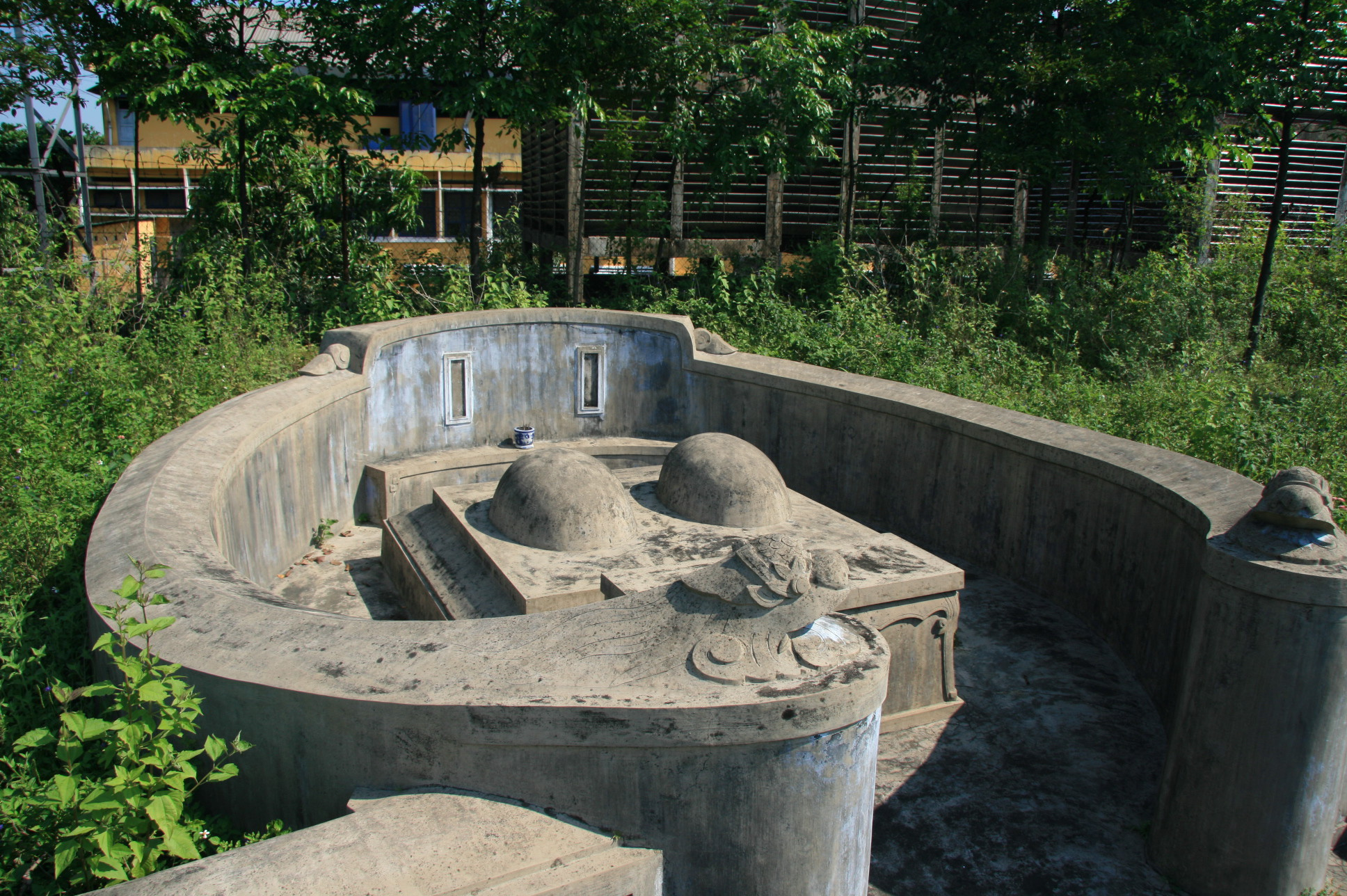
Mộ Nguyễn Khoa Đăng và vợ là Phạm Thi Tý.

Nguyễn Khoa Đăng mất được an táng ở Quảng Trị. Sau, con trưởng ông là Nguyễn Khoa Trung đã cùng dòng họ đã đem hài cốt ông về cải táng trong khu nghĩa địa riêng (vườn giữa, đất Nội tán) của dòng họ Nguyễn Khoa ở thôn Tứ Tây, xã Thủy An, Huế.
Mộ ông quay về hướng Nam, xây dựng theo hình trái xoài, xung quanh la thành và phần mộ xây bằng gạch vồ, nguyên liệu xây dựng chủ yếu bằng vôi, mật mía, keo trâu tạo thành một hợp chất như xi măng. La thành mộ dài 7,90 m; rộng 3,70 m; cao 0,90 m. Mộ ông nằm kề bên mộ vợ (song táng) và cách mộ cha ông là Nguyễn Khoa Chiêm 18 m về hướng Nam.
Toàn thể khu mộ này đã được Bộ Văn hóa Thông tin công nhận di tích theo quyết định số 57/VH-QĐ ngày 18 tháng 1 năm 1993 

## Hậu duệ
Nguyễn Khoa Đăng có một vợ là bà Phạm Thị Tý, sinh bốn con trai và một con gái. Theo Trang thông tin của dòng họ Nguyễn Khoa, Nguyễn Khoa Đăng có nhiều con cháu đã làm nên danh phận. Nổi bật trong số đó có:
- Nguyễn Khoa Toàn hay Nguyễn Khoa Thuyên (1724-1789), con Nguyễn Khoa Đăng, võ tướng đời chúa Nguyễn Phúc Thuần. Ông làm quan trải đến chức Tham chính, gồm coi bộ Hộ và bộ Binh, khi mất được tặng Vô tích Thượng Khanh.
- Nguyễn Khoa Kiên (?-1775), cháu nội Nguyễn Khoa Đăng, con Nguyễn Khoa Toàn và cũng là võ tướng đời chúa Nguyễn Phúc Thuần. Ông có sức mạnh, lại có trí dũng, mưu lược, được người đương thời xưng tụng là "Triệu Tử Long". Năm 1775, cha ông phò chúa Nguyễn chạy vào Gia Định, ông ở lại ra sức cản ngăn không cho đối phương đuổi theo thuyền chúa Nguyễn. Lúc ấy rủi gặp trận gió lớn, thuyền ông Kiên bị chìm, rạt vào cù lao Ba Bánh thuộc địa phận tỉnh Phú Yên. Quân Tây Sơn bắt sống được ông và chở ra Quy Nhơn. Không dụ hàng được, ông bị giết chết. Sau khi Nguyễn Phúc Ánh lên ngôi vua, phong tặng ông tước Kiệt tiết Công thần, Chiêu dũng Tướng quân, thụy Trung Thực.
- Nguyễn Khoa Minh (1778-1837), cháu nội Nguyễn Khoa Đăng, em ruột ông Nguyễn Khoa Kiên. Năm Minh Mạng thứ 10 (1829), ông được lãnh chức Thượng thư bộ Lễ, tước Thành Mỹ Hầu.
- Nguyễn Khoa Hào (1799-1849), cháu nội Nguyễn Khoa Đăng, em ruột ông Minh. Nhờ học lực giỏi, năm 1803, dưới triều Gia Long, ông được bổ làm Thị Thơ không phải thi. Năm 1828, ông giữ chức Thượng thư bộ Lễ, sau đó là Thượng Thư bộ Binh...